# Eva Grubinger
Eva Grubinger (Salzburgo, Austria, 1970) es una artista de instalaciones y escritora austriaca.

## Vida
Eva Grubinger estudio comunicaciones visuales entre 1989 y 1995 con el artista Joachim Sauter en la Universidad de Arte de Berlín. Desde 1991 participó en 19 exposiciones colectivas. Desde 1994 ha presentado 12 exposiciones con sus propios trabajos.
Grubinger también ha desarrollado juegos de mesa para un número de 2 hasta 8 jugadores. Entre estos juegos están los siguientes:
1. "hype", un juego sobre artistas y curadores.
2. "Hit!", un juego acerca de la trayectoria de una banda de pop femenina.
3. "Hack!" un juego sobre peleas en línea.
4. Hegemony, un juego sobre teoría política.

## Exhibiciones
1. 1995, Hermann Nitsch, Brigitte Kowanz, Eva Grubinger: drei Künstlergenerationen aus Österreich. Entre julio y septiembre, en Neuer Berliner Kunstverein
2. 2003, Dark matter, Baltic, The Centre for Contemporary Art. Entre septiembre y noviembre, en Gateshead
3. 2007, Spartakus, Schirn-Kunsthalle Frankfurt. Entre noviembre de 2007 y febrero de 2008.

## Literatura
Eva ha publicado diferentes libros, algunos de ellos son los siguientes:
1. 2008, Spartacus Ausstellungskatalog, König, Koln, ISBN 978-3-86560-385-2
2. 2003, dark matter Ausstellungskatalog, Cornerhouse Publ., Manchester, ISBN 1-903655-15-3
3. 2002, Wirtschaftsvisionen / Teil 6. Eva Grubinger. ISBN 3-935779-04-6
4. 1998, Group.sex, Lukas und Sternberg, Berlín.
5. 1995, Alexander Tolnay, Knut Wilhelm: Hermann Nitsch, Brigitte Kowanz, Eva Grubinger: drei # Künstlergenerationen aus Österreich, Kunstverlag Gotha, Wechmar.